# ريتشارد مور (سائق سيارة سباق)
ريتشارد مور (بالإنجليزية: Richard Moore)‏ هو سائق سيارة سباق نيوزيلندي، ولد في 1 ديسمبر 1991.

## وصلات خارجية
- ريتشارد مور على موقع DriverDB.com (الإنجليزية)